# Herman Persson
Nathan Peter Herman Persson, född 25 juli 1893 i Göteborg, död 14 augusti 1978 i Stockholm, var en svensk läkare och botaniker.
Herman Persson var son till byggmästaren Nathan Persson. Han avlade studentexamen i Göteborg 1911 och blev filosofie kandidat 1915, medicine kandidat där 1919 och medicine licentiat i Stockholm 1924. Från 1928 ägnade han sig helt åt botanisk verksamhet, framför allt studiet av mossor, och var från 1932 knuten som medarbetare till Riksmuseets paleobotaniska avdelning. Persson hade som bryolog erkänd auktoritet. Han bedrev studium och insamling av mossor i de flesta svenska landskap och undersökte från 1934 för Vetenskapsakademiens räkning mossfloran i svenska nationalparker. 1937 gjorde han en botanisk forskningsresa till Azorerna. På uppdrag av Botaniska sällskapet i Stockholm ledde han från 1941 dess inventering av mossfloran i Stockholmstrakten. Persson publicerade ett femtiotal botaniska arbeten och planerade att ge ut en monografi över Alaskas och Yukons mossflora. Han blev filosofie hedersdoktor vid Uppsala universitet 1945.